# Baai van Antongil
De Baai van Antongil (Frans: Baie d’Antongil; Malagassisch: Helodranon' Antongila) is de grootste baai van Madagaskar.

## Geografie
De baai bevindt zich aan de noordoostkust bij de Indische Oceaan, meet ongeveer 60 bij 30 kilometer en vormt onderdeel van de regio Analanjirofo. Aan oostzijde wordt de baai begrensd door het schiereiland Masoala (met het nationaal park Masoala) en aan noordzijde liggen het eiland Nosy Mangabe en de stad Maroantsetra. De belangrijkste instroom is de rivier de Antainambalana.

## Geschiedenis
In 1642 stichtte de VOC in opdracht van gouverneur van Nederlands-Mauritius Adriaen van der Stel een factorij aan de baai, die echter al in 1646 weer werd gesloten.
Tussen 1720 en 1735 vormde de baai het centrum voor slavenhandel van het zuidwesten van de Indische Oceaan, waarna de aanvoer van slaven begon op te drogen.
In de tweede helft van de 18e eeuw koos de Franse avonturier Maurice-Auguste Beniowski in opdracht van koning Lodewijk XV van Frankrijk de baai uit als uitvalsbasis voor zijn activiteiten. Hij stichtte er een Franse kolonie, waarvan hij de hoofdplaats Louisbourg doopte. Door de lokale bevolking werd hij echter 'Ampansacabe' ("koning") genoemd. Zijn activiteiten werden op den duur echter niet meer gesteund door de Fransen en in 1776 vertrok hij uit Madagaskar. Nadat hij had meegeholpen bij de Amerikaanse Revolutie en met hulp van Benjamin Franklin een Amerikaans-Britse compagnie voor de handel met Madagaskar had opgezet, keerde hij in 1784 terug naar de baai. In 1786 werd hij gedood door Franse troepen onder leiding van Bernard Boudin de Tromelin in opdracht van gouverneur-generaal van Frans-Mauritius David Charpentier de Cossigny.

## Flora en fauna
In de baai liggen meerdere koraalriffen.
In de baai komen onder andere dolfijnen, zeeschildpadden en 13 soorten haaien voor. De baai vormt ook de belangrijkste plek van het oostelijk halfrond voor bultruggen om hun jongen groot te brengen. Elk jaar tussen juni en september migreren ongeveer 7.000 bultruggen naar de baai. Gedurende deze periode valt over de baai ook regelmatig het paringsgeluid te horen van de mannetjesbultruggen. De baai vormt daarom ook een populaire plek om te walvisspotten.
De baai wordt bedreigd door praktijken van de lokale bevolking, zoals het ontvinnen van haaien, ontbossing langs de oever om gronden voor landbouw en veeteelt (zeboes) vrij te maken (waardoor bodemerosie ontstaat die de waterkwaliteit bedreigt) en overbevissing. Daarnaast wordt het leven in en rond de baai bedreigd door klimaatveranderingen, die leiden tot de opwarming van het water, zeespiegelstijging en een toenemend aantal cyclonen. De Amerikaanse NGO Wildlife Conservation Society maakt zich sterk voor de flora en fauna van de baai.